# Ray Jackendoff

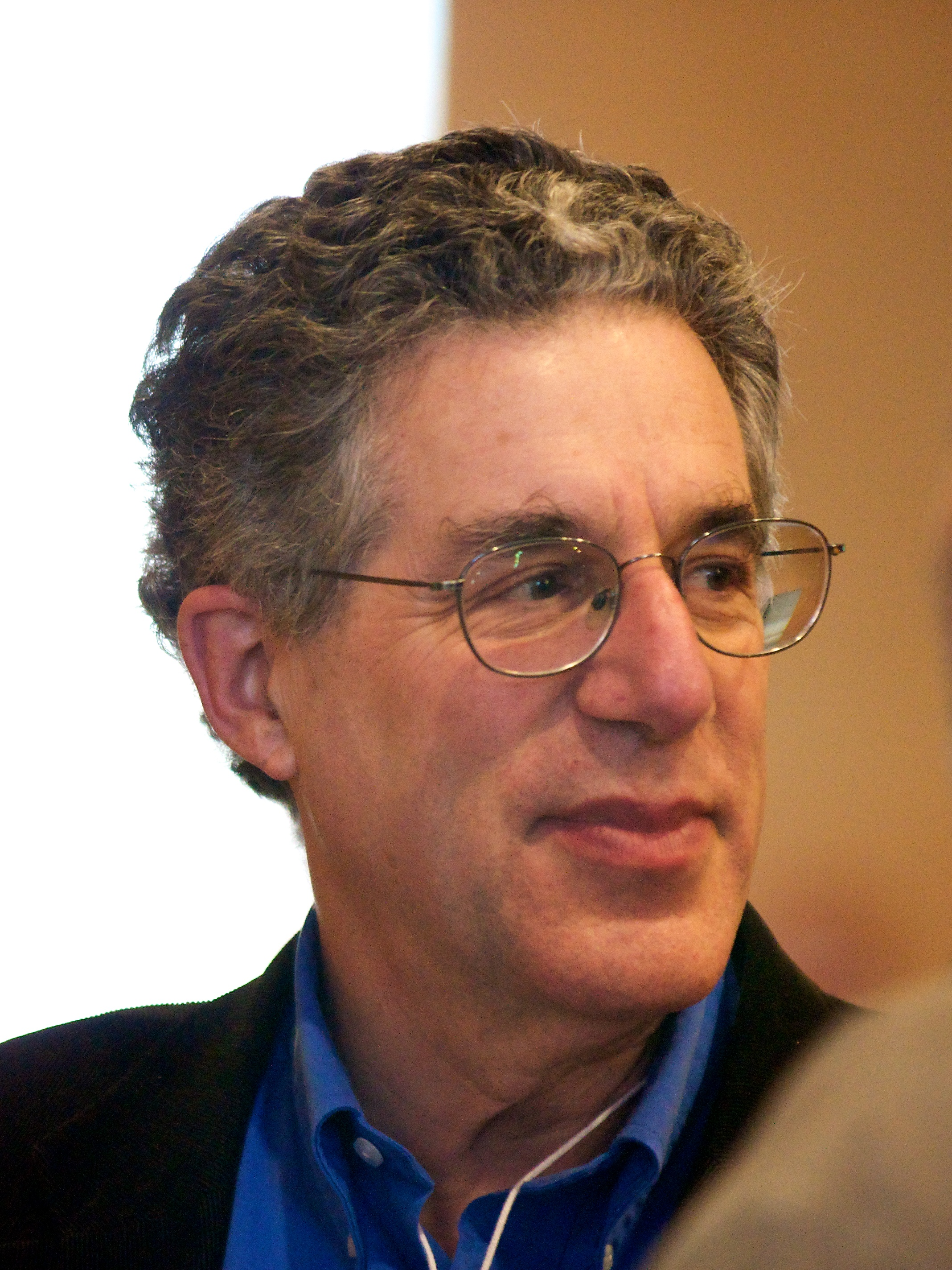
Ray Jackendoff, 2011

Ray Jackendoff (* 1945) ist ein US-amerikanischer Linguist. Er ist seit 2005 Professor für Philosophie an der Tufts University in Medford, Massachusetts. Von 1971 bis 2005 war er Professor für Linguistik an der Brandeis University in Waltham, Massachusetts.
Seine Arbeit bewegt sich auf den Gebieten der Generativen Grammatik und der kognitiven Linguistik. 1972 formulierte er eine semantische Interpretation innerhalb einer Theorie der generativen Grammatik. Als Schüler von Noam Chomsky vertritt er die Hypothese der angeborenen Universalgrammatik, wobei seine Forschung die Semantik natürlicher Sprachen ebenso umfasst wie ihre lexikalischen und syntaktischen Erscheinungsformen. Jackendoff hat außerdem die Beziehung zwischen Bewusstsein und der computational theory of mind erforscht, sowie zusammen mit dem Komponisten Fred Lerdahl (* 1943) die musikalische Kognition. Dazu erschien das Werk A Generative Theory of Tonal Music. Seine Theorie der Conceptual Semantics entwickelte er hin zu einer umfassenden Theorie über die Grundlagen von Sprache. 
Im Jahre 2000 wurde er in die American Academy of Arts and Sciences gewählt. 2003 wurde er mit dem Jean-Nicod-Preis ausgezeichnet. Für 2014 wurde ihm der Rumelhart-Preis zugesprochen.

## Schriften
- Semantics and Cognition (= Current Studies in Linguistics Series. 8). MIT Press, Cambridge MA u. a. 1983, ISBN 0-262-10027-4.
- mit Fred Lerdahl: A generative theory of tonal music. MIT Press, Cambridge MA 1983, ISBN 0-262-12094-1.
- Semantic Structures (= Current Studies in Linguistics Series. 18). MIT Press, Cambridge MA u. a. 1990, ISBN 0-262-10043-6.
- Patterns in the Mind. Language and Human Nature. Harvester Wheatsheaf, New York NY u. a. 1993, ISBN 0-7450-0963-8.
- Language in the ecology of the mind. In: Paul Cobley (Hrsg.): The Routledge Companion to Semiotics and Linguistics. Routledge, London u. a. 2001, ISBN 0-415-24313-0, S. 52–65.
- Foundations of Language. Brain, Meaning, Grammar, Evolution. Oxford University Press, Oxford u. a. 2002, ISBN 0-19-827012-7.
- mit Peter W. Culicover: Simpler syntax. Oxford University Press, Oxford u. a. 2005, ISBN 0-19-927108-9.
- A User’s Guide to Thought and Meaning. Oxford University Press, Oxford 2012, ISBN 978-0-19-969320-7.
- Jackendoff, Ray, and Jenny Audring: The texture of the lexicon: Relational morphology and the parallel architecture. Oxford University Press, USA, 2020.